# Wysszaja liga (1995)
Rozgrywki rosyjskiej pierwszej ligi w sezonie 1995 były czwartymi w historii rosyjskiej pierwszej ligi. Rozpoczęły się w marcu 1995 roku, zakończyły się natomiast w listopadzie 1995 roku. W rozgrywkach wzięło udział szesnaście drużyn, w tym dwie, które awansowały z drugiej ligi – Czernomoriec Noworosyjsk i Rostsielmasz Rostów. Po sezonie ligę powiększono do osiemnastu drużyn. Mistrzowski tytuł wywalczyła drużyna Spartaka-Ałaniji Władykaukaz. Królem strzelców ligi został Oleg Wierietiennikow z Rotoru Wołgograd, który zdobył 25 goli.

## Drużyny
| Drużyna                | Miasto               | Stadion                               | Pojemność | Pozycja w 1994 |
| ---------------------- | -------------------- | ------------------------------------- | --------- | -------------- |
| CSKA                   | Moskwa               | Łużniki                               | 84,745    | 10.            |
| Czernomoriec           | Noworosyjsk          | Stadion Trud                          | 12,500    | D1, 1.         |
| Dinamo                 | Moskwa               | Stadion Dinamo                        | 36,540    | 2.             |
| Dinamo-Gazowik         | Tiumeń               | Stadion Tiumeń                        | 12,500    | 12.            |
| KAMAZ-Czałły           | Nabierieżnyje Czełny | Stadion KAMAZ                         | 10,000    | 6.             |
| Krylja Sowietow        | Samara               | Stadion Mietałłurg                    | 33,220    | 13.            |
| Lokomotiw              | Moskwa               | Stadion Lokomotiwu                    | 28,800    | 3.             |
| Lokomotiw              | Niżny Nowogród       | Stadion Lokomotiw                     | 17,765    | 8.             |
| Rostsielmasz           | Rostów nad Donem     | Stadion Olimp-2                       | 17,000    | D2, 2.         |
| Rotor                  | Wołgograd            | Stadion Centralny                     | 38,000    | 4.             |
| Spartak-Ałanija        | Władykaukaz          | Republikański Stadion Spartak         | 32,464    | 5.             |
| Spartak                | Moskwa               | Łużniki                               | 84,745    | 1.             |
| Energia-Tiekstilszczik | Kamyszyn             | Stadion Tekstilszczik                 | 10,000    | 7.             |
| Torpedo                | Moskwa               | Łużniki                               | 84,745    | 11.            |
| Urałmasz               | Jekaterynburg        | Stadion Urałmasz                      | 13,000    | 14.            |
| Żemczużyna             | Soczi                | Stadion Centralny im. Sławy Metreweli | 12,000    | 9.             |

## Tabela
| Lp. | Drużyna                    | M  | Z  | R  | P  | Bramki | Bramki | Różn. | Pkt | Uwagi                                     |
| --- | -------------------------- | -- | -- | -- | -- | ------ | ------ | ----- | --- | ----------------------------------------- |
| 1   | Spartak-Ałanija            | 30 | 22 | 5  | 3  | 63     | 21     | +42   | 71  | Liga Mistrzów UEFA • Runda kwalifikacyjna |
| 2   | Lokomotiw Moskwa           | 30 | 20 | 5  | 5  | 52     | 23     | +29   | 65  | Puchar Zdobywców Pucharów • 1/16 finału   |
| 3   | Spartak Moskwa             | 30 | 19 | 6  | 5  | 76     | 26     | +50   | 63  | Puchar UEFA • Runda kwalifikacyjna        |
| 4   | Dinamo Moskwa              | 30 | 16 | 8  | 6  | 45     | 29     | +16   | 56  | Puchar UEFA • Runda kwalifikacyjna        |
| 5   | Torpedo Moskwa             | 30 | 16 | 7  | 7  | 40     | 30     | +10   | 55  | Puchar UEFA • Runda kwalifikacyjna        |
| 6   | CSKA Moskwa                | 30 | 16 | 5  | 9  | 56     | 34     | +22   | 53  | Puchar UEFA • Runda kwalifikacyjna        |
| 7   | Rotor Wołgograd            | 30 | 11 | 7  | 12 | 62     | 49     | +13   | 40  |                                           |
| 8   | Urałmasz Jekaterynburg     | 30 | 12 | 3  | 15 | 43     | 47     | −4    | 39  |                                           |
| 9   | KAMAZ Nabierieżnyje Czełny | 30 | 10 | 8  | 12 | 34     | 30     | +4    | 38  |                                           |
| 10  | Tiekstilszczik             | 30 | 9  | 7  | 14 | 37     | 41     | −4    | 34  |                                           |
| 11  | Czernomoriec               | 30 | 10 | 2  | 18 | 32     | 62     | −30   | 32  |                                           |
| 12  | Lokomotiw Niżny Nowogród   | 30 | 6  | 11 | 13 | 28     | 42     | −14   | 29  |                                           |
| 13  | Rostselmasz                | 30 | 8  | 4  | 18 | 35     | 56     | −21   | 28  |                                           |
| 14  | Żemczużyna                 | 30 | 8  | 4  | 18 | 36     | 69     | −33   | 28  |                                           |
| 15  | Krylia Sowietow Samara     | 30 | 6  | 8  | 16 | 34     | 65     | −31   | 26  |                                           |
| 16  | Dinamo-Gazowik Tiumeń      | 30 | 3  | 6  | 21 | 28     | 77     | −49   | 15  | Spadek do Pierwszej Dywizji               |

## Najlepsi strzelcy
25 goli
- Oleg Wierietiennikow (Rotor)

18 goli
- Aleksandr Masłow (Rostsielmasz Rostów)

16 goli
- Walerij Szmarow (Spartak)

14 goli
- Vladimir Niederhaus (Rotor)

13 goli
- Oleg Garin (Lokomotiw M.)

12 goli
- Micheil Kawelaszwili (Spartak-Ałanija)

11 goli
- Jewgienij Charłaczow (Lokomotiw M.)
- Oleg Tieriochin (Dinamo)

10 goli
- Garnik Awalian (Krylja Sowietow)
- Timur Bogatyriow (Żemczużyna)
- Dmitrij Karsakow (CSKA)
- Siergiej Nataluszko (Tiekstilszczik)
- Mirjalol Qosimov (Spartak-Ałanija)
- Bachwa Tiediejew (Spartak-Ałanija)

## Nagrody
33 najlepszych piłkarzy ligi za sezon 1995:
Bramkarze
1. Siergiej Owczinnikow (Lokomotiw M.)
2. Zaur Chapow (Spartak-Ałanija)
3. Andriej Smietanin (Dinamo)

Prawi obrońcy
1. Omari Tetradze (Spartak-Ałanija)
2. Ramiz Mamiedow (Spartak)
3. Andriej Sołomatin (Lokomotiw M.)

Prawi-środkowi obrońcy
1. Jurij Nikiforow (Spartak)
2. Jewgienij Buszmanow (CSKA)
3. Igor Czugajnow (Lokomotiw M.)

Lewi-środkowi obrońcy
1. Wiktor Onopko (Spartak)
2. Jurij Kowtun (Dinamo)
3. Inał Dżojew (Spartak-Ałanija)

Lewi obrońcy
1. Dmitrij Chlestow (Spartak)
2. Murtaz Szelia (Ałanija)
3. Jurij Drozdow (Lokomotiw M.)

Prawi pomocnicy
1. Jewgienij Charłaczow (Lokomotiw M.)
2. Andriej Tichonow (Spartak)
3. Walerij Jesipow (Rotor)

Prawi-środkowi pomocnicy
1. Oleg Wierietiennikow (Rotor)
2. Mirjalol Qosimov (Spartak-Ałanija)
3. Aleksiej Kosołapow (Lokomotiw M.)

Lewi-środkowi pomocnicy
1. Władisław Radimow (CSKA)
2. Siergiej Szustikow (Torpedo)
3. Igor Janowski (Spartak-Ałanija)

Lewi pomocnicy
1. Ilja Cymbałar (Spartak)
2. Bachwa Tiediejew (Spartak-Ałanija)
3. Dmitrij Aleniczew (Spartak)

Prawi napastnicy
1. Anatolij Kaniszczew (Spartak-Ałanija)
2. Oleg Garin (Lokomotiw M.)
3. Vladimir Niederhaus (Rotor)

Lewi napastnicy
1. Micheil Kawelaszwili (Spartak-Ałanija)
2. Walerij Szmarow (Spartak)
3. Aleksandr Masłow (Rostsielmasz)